# Arlo Guthrie
Arlo Davy Guthrie (født 10. juli 1947 i Brooklyn, New York City) er en amerikansk folkesanger og -sangskriver. Han er særligt kendt for sine protestsange, der angriber social uretfærdighed samt for at bruge fortællinger i sin optræden. På den måde træder han i fodsporet på sin far, Woody Guthrie. Arlo Guthries bedst kendte nummer er hans debut, "Alice's Restaurant (Massacree)" på mere end 18 minutter, som siden er blevet et standardnummer i forbindelse med fejringen af Thanksgiving i USA. Hans eneste sang på den amerikanske top-40 er en udgave af Steve Goodmans "The City of New Orleans". Hans sang "Massachusetts" er blevet udnævnt til statens officielle folkesang i 1981.
Arlo Guthrie er far til fire børn, der alle har fået karrierer i musikken.